# María Valero Pérez
María Valero (Almenara, 1937 – 2014) va ser una artista fallera valenciana. Es va introduir en el món de les falles el 1995 de la mà del seu marit, l'artista Alfredo Villalba. La seva obra es troba en diverses poblacions del País Valencià, especialment a Dénia, Sagunt i València. Un dels seus treballs més destacats va ser la falla infantil d'Almirall Cadarso de 2007, amb la qual va aconseguir el Ninot Indultat.